# Aspö kyrka, Södermanland
Aspö kyrka är en kyrkobyggnad i Strängnäs domkyrkoförsamling med Aspö i Strängnäs stift, belägen 7 km från Strängnäs. Kyrkan är sockenkyrka i Aspö socken. Erik Axelsson (Tott) ligger begravd i kyrkan, och Eric Wrangel på kyrkogården.

## Kyrkobyggnaden
Kyrkans ursprungliga delar, däribland tornet,  härstammar från slutet av 1100-talet. Senare, troligen under 1300-talet, förlängdes kyrkan österut och försågs med sakristia. På 1400-talet, under ledning av Erik Axelsson (Tott), förlängs kyrkan ytterligare åt öster, samt breddas åt söder. Invändigt delas kyrkorummet upp i tre skepp. Mittskeppets innertak förses med stjärnvalv medan sidoskeppens innertak får kryssvalv. Vid 1400-talets slut tillkommer vapenhuset. Under 1600-talet tillkommer strävpelare i söder och öster för att bättre ta upp valvens tryck mot murarna.
Också under 1600-talet fick kyrktornet sin spetsiga spånklädda spira.

## Inventarier
- I vapenhuset står en runsten från 1000-talet, som blev inflyttad 1865.
- På altaret står ett stort altarskåp från 1472.
- Triumfkrucifixet tillverkades under 1400-talets senare del.
- Även dopfunten härstammar från medeltiden.
- En rikt dekorerad predikstol med de fyra evangelisterna och Jesus som motiv skänktes till kyrkan 1696.
- En karmstol av svarvat trä härstammar troligen från 1200-talet.

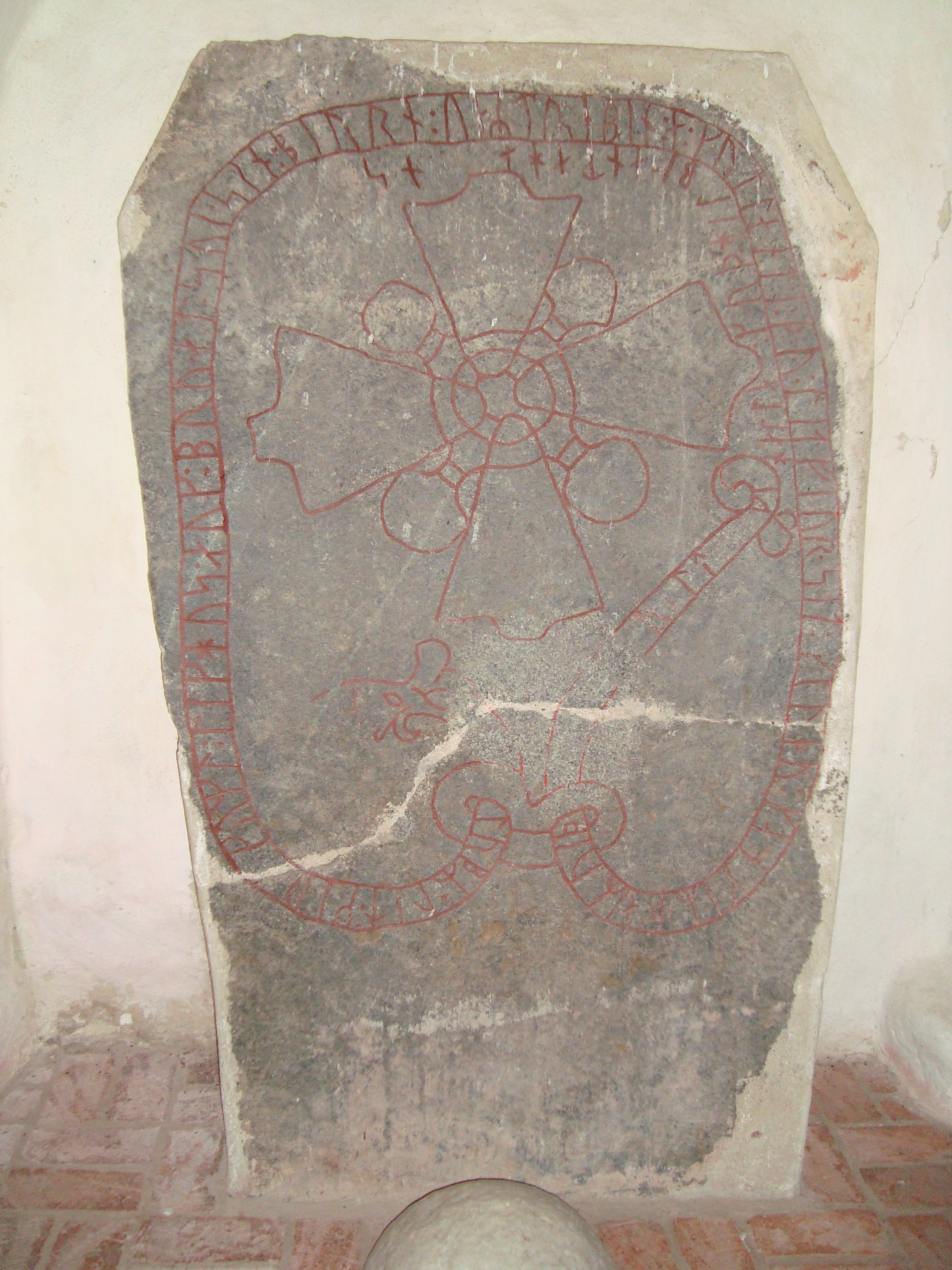
Runstenen
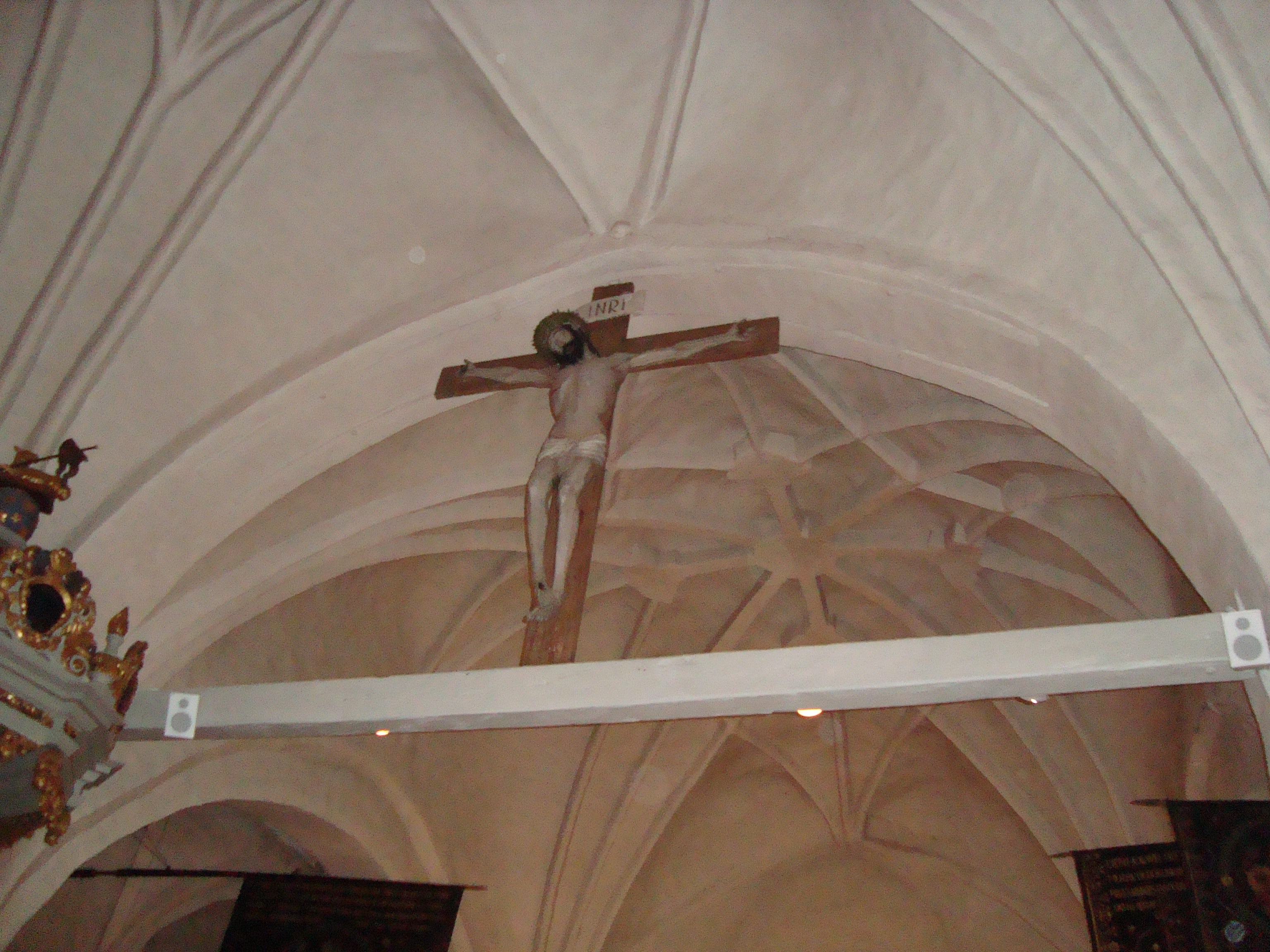
Triumfkrucifixet
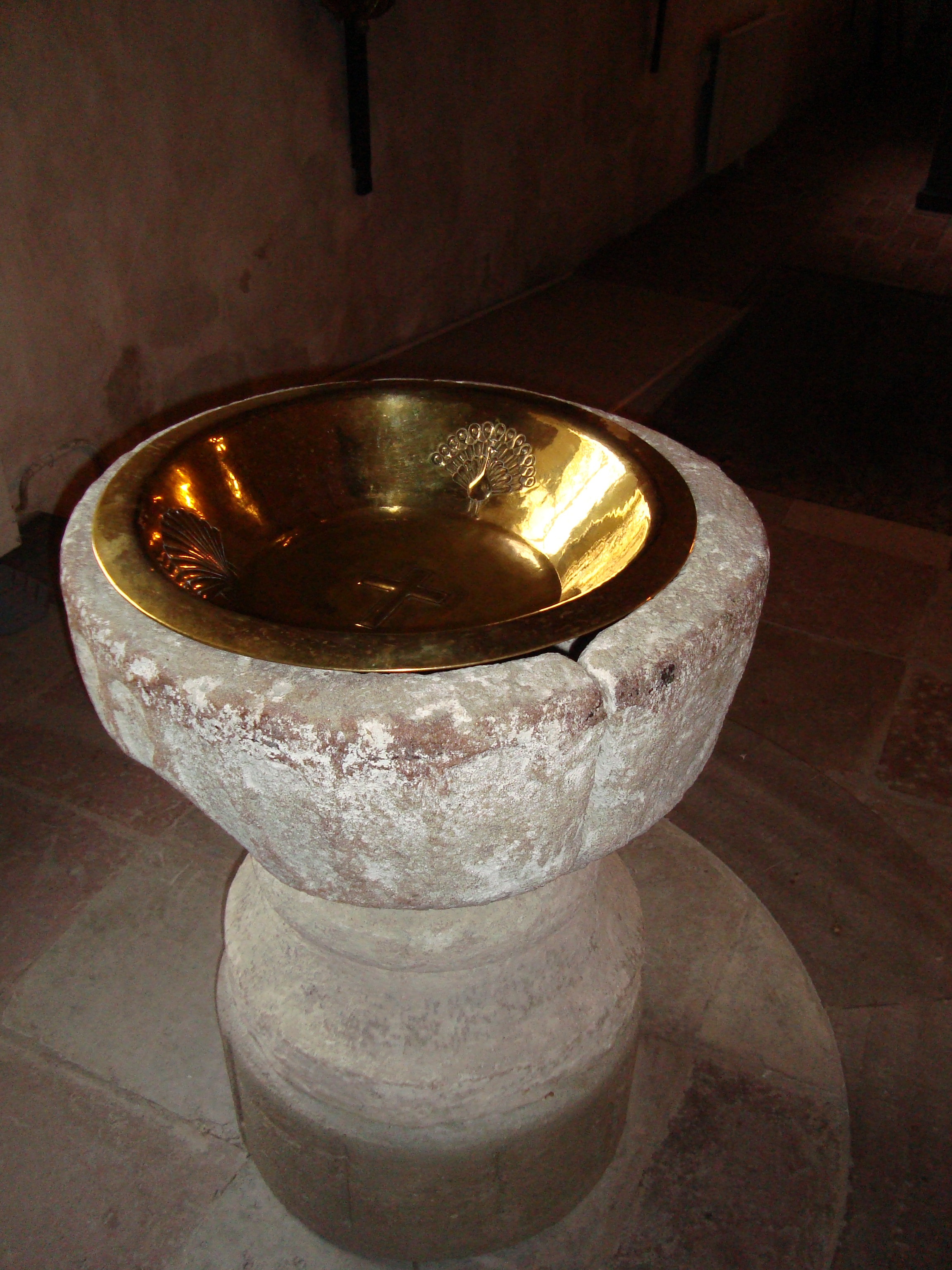
Dopfunten
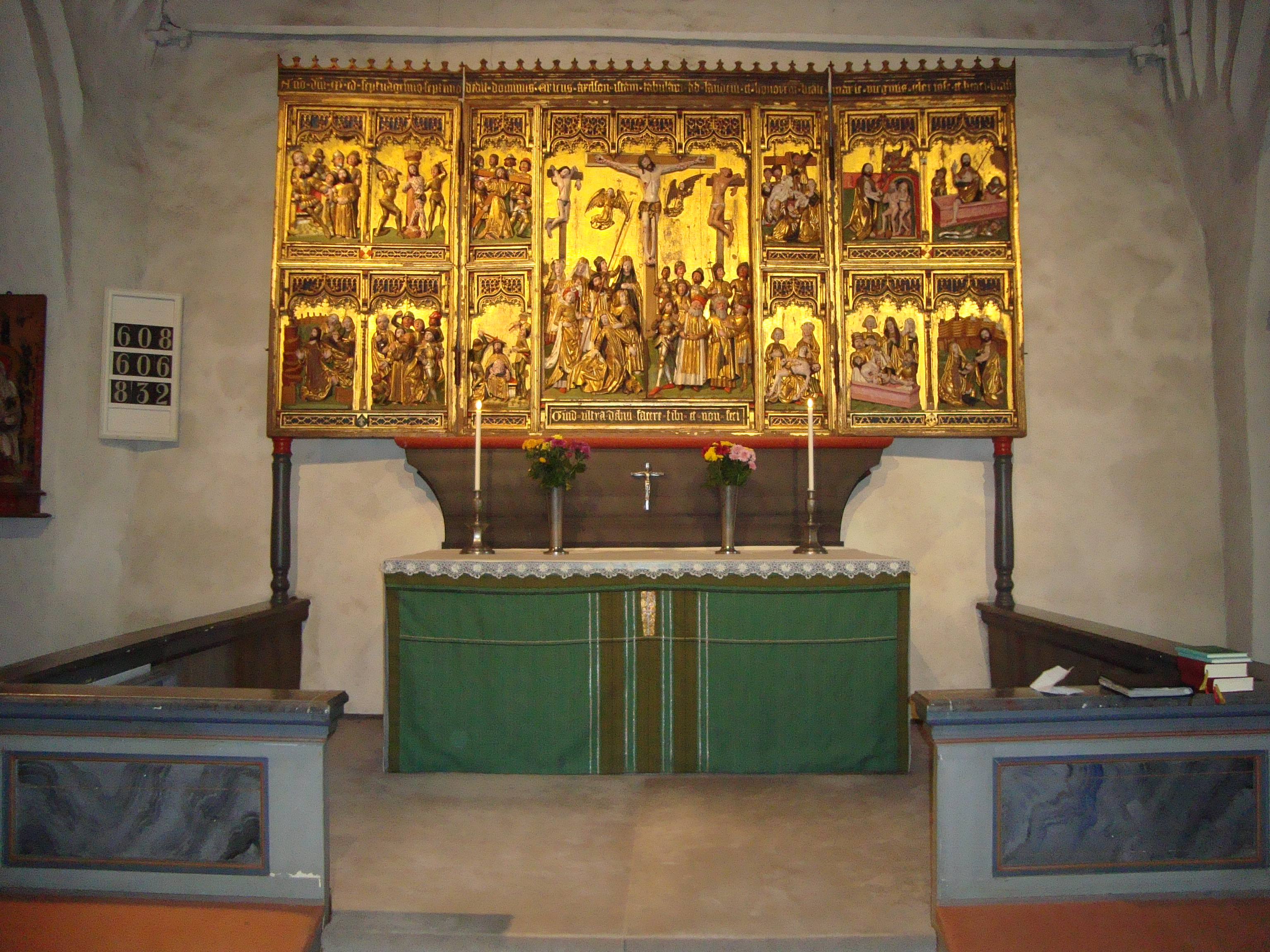
Högaltaret med altarskåp
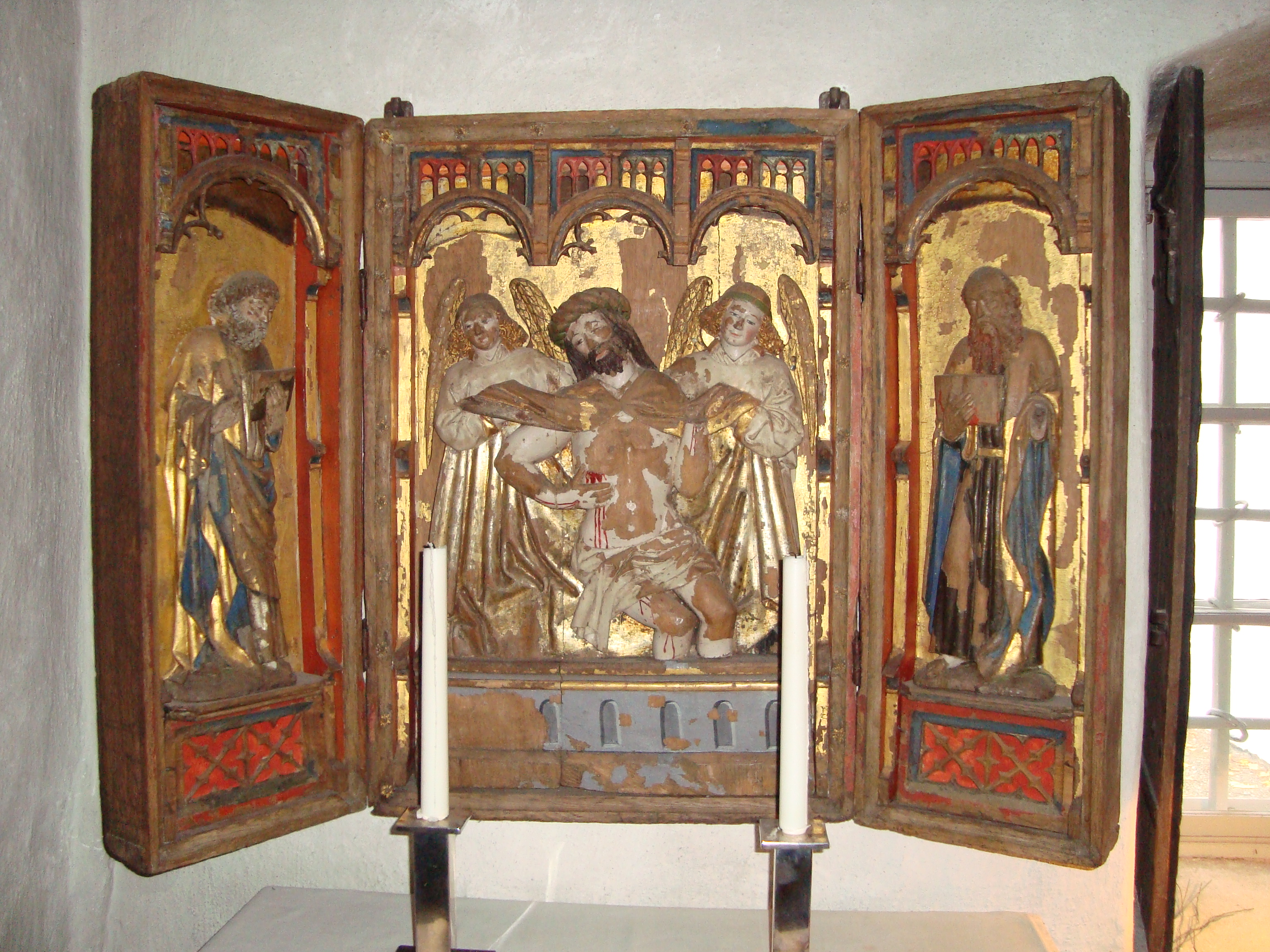
Ett äldre altarskåp i sakristian
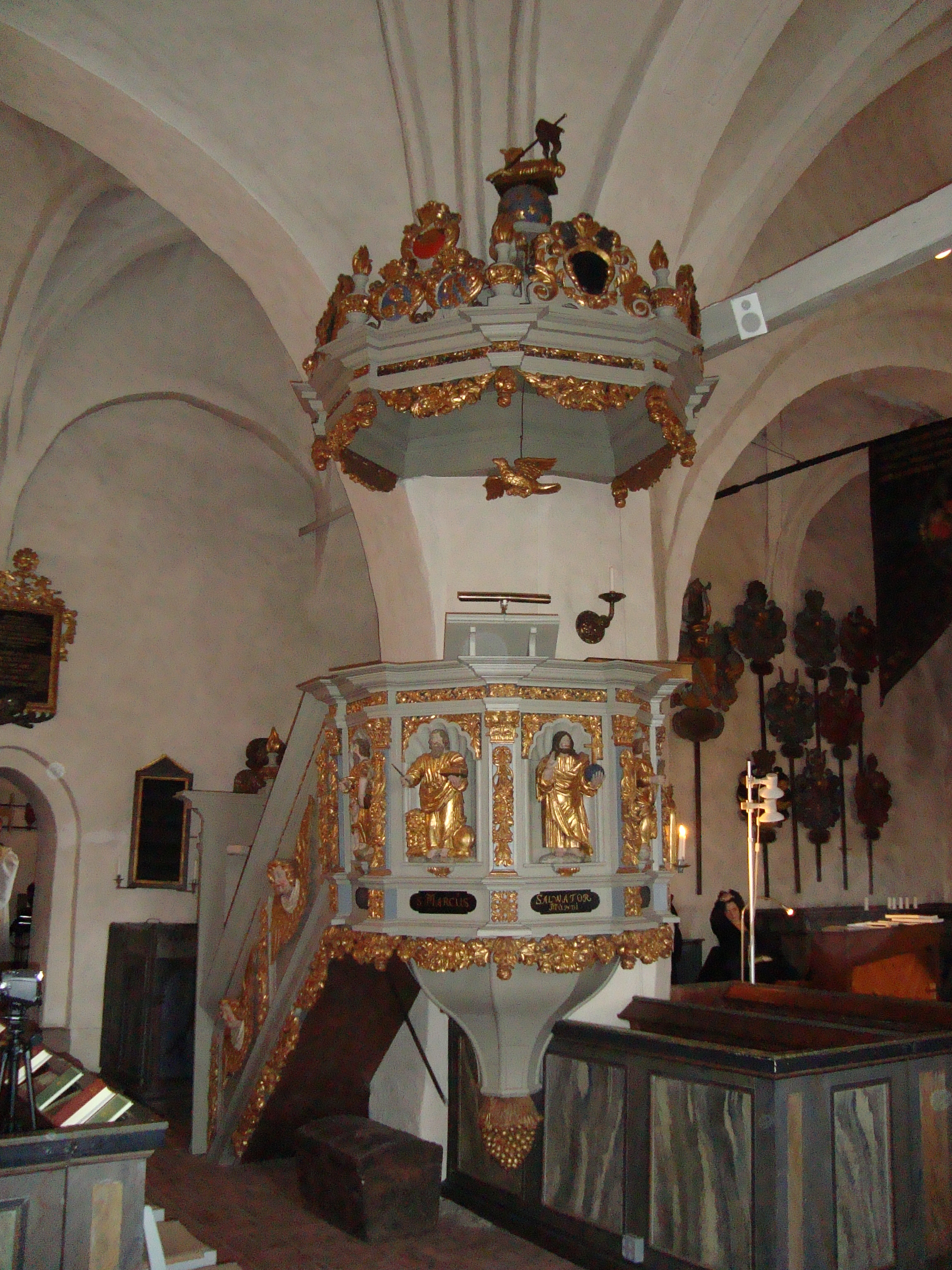
Predikstolen
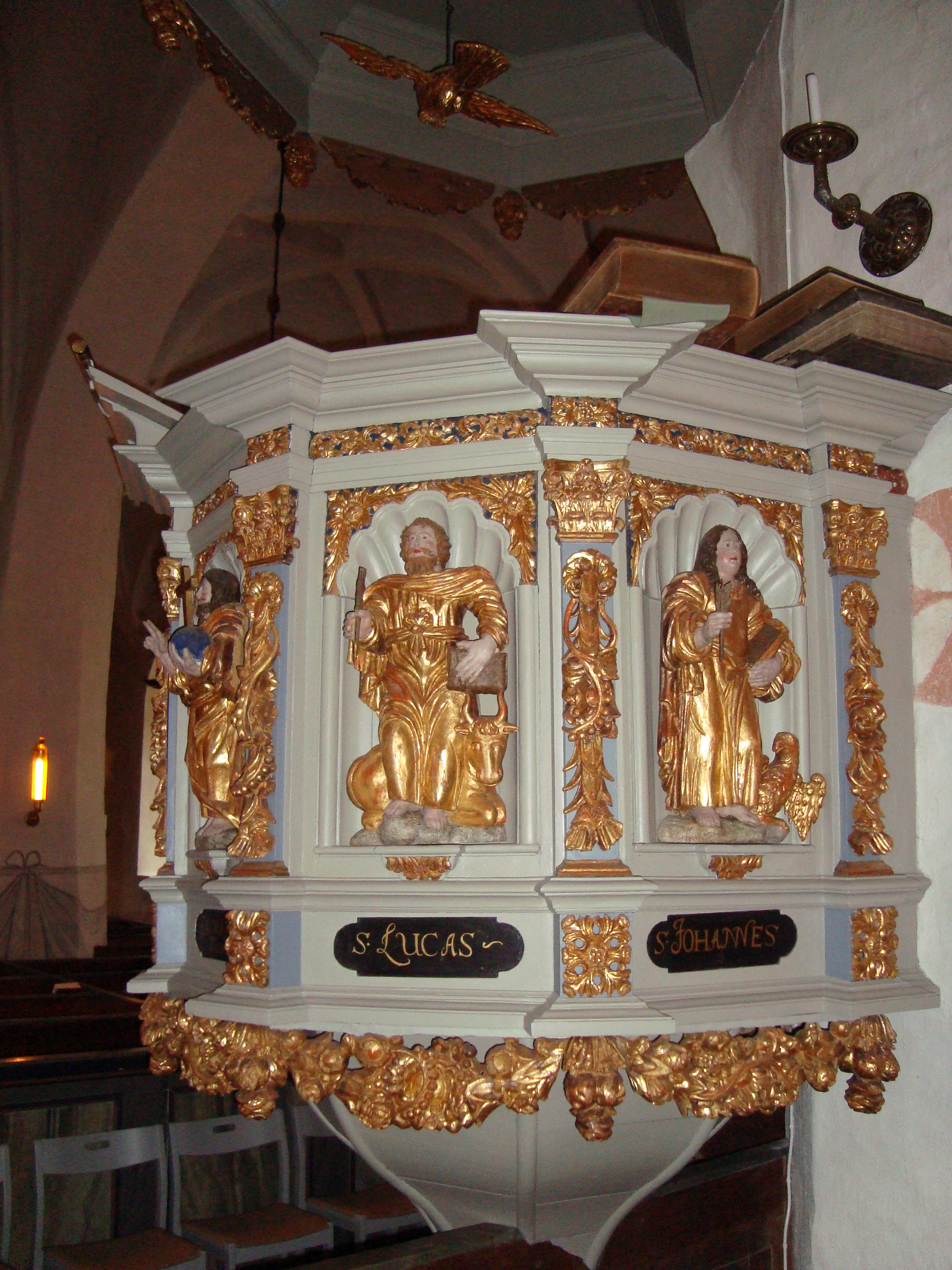
Predikstolen

### Orgel
- 1878 bygger Åkerman & Lund, Stockholm en orgel med 6 stämmor.
- 1970 bygger Setterquist & Son Orgelbyggeri, Strängnäs en orgel. Den är mekanisk.

| Huvudverk I   | Svällverk II      | Pedal       | Koppel |
| Gemshorn 8´   | Rörflöjt 8´       | Subbas 16´  | I/P    |
| Principal 4´  | Blockflöjt 4´     | Koralbas 4´ | II/P   |
| Hålflöjt 2´   | Principal 2´      | II/I        |        |
| Mixtur 4 chor | Cymbel 2 chor     |             |        |
|               | Oboe 8'           |             |        |
|               | Tremulant         |             |        |
|               | Crescendosvällare |             |        |